# Conques petrolíferes i gasíferes del Kazakhstan

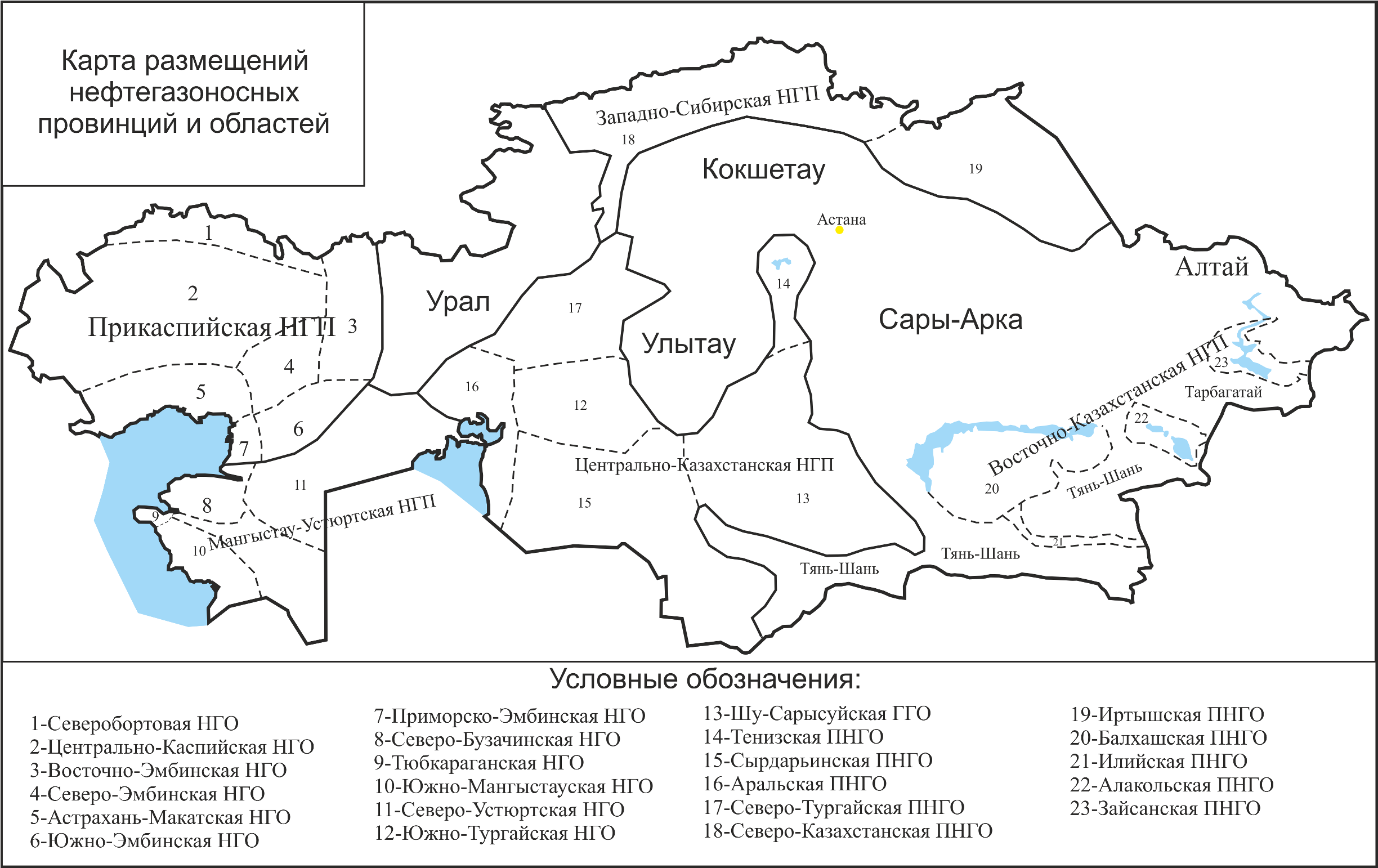
Conques petrolíferes i gasíferes del Kazakhstan

Les conques petrolíferes i gasíferes del Kazakhstan es poden agrupar en quatre províncies conegudes o potencials de la República del Kazakhstan. A data de 2010, les exploracions dutes a terme a les províncies on ja s'han extret petroli i gas havien revelat més de 200 dipòsits de petroli, gas natural, petroli i gas o condensats. Els jaciments de Khaixagan, Tenguiz i Kharaixiganakh es consideren camps gegants.
El Kazakhstan té les onzenes reserves de petroli més grans del món, amb uns 30.000 milions de barrils de petroli. En cas que donés fruit un projecte d'inversió de 36.800 milions de dòlars realitzat per Chevron i altres empreses petrolieres per a desenvolupar el camp de petroli de Tenguiz, el Kazakhstan podria entrar en el «top 10» dels productors mundials d'aquest hidrocarbur.
Les tres grans refineries del país, situades a Atirau, Ximkent i Pavlodar, tenen una capacitat de refinament total d'aproximadament 350.000 barrils diaris. Tanmateix, la degradació de les infraestructures fa que funcionin a menys de dos terços de la seva capacitat potencial, per la qual cosa l'Estat ha invertit un import significatiu en la modernització d'aquestes refineries.

## Conques
El Kazakhstan té una participació en quatre províncies petrolíferes i gasíferes:
1. La conca precàspia es troba a la part occidental del país, darrere de les muntanyes Mugaljar. La geologia d'aquesta província consisteix en un sòcol proterozoic cobert per sediments del Paleozoic.
- Iembi meridional
- Iembi septentrional
- Iembi oriental
- Iembi marítima
- Precàspia septentrional
- Precàspia occidental
- Càspia septentrional
- Precàspia central

2. La conca de Manguistau-Ustirt se situa a la zona de Manguistau i Aktobé.
- Manguistau meridional
- Buzaixi septentrional
- Ustirt septentrional

3. La conca central kazakh es troba a les parts orientals i meridionals del Kazakhstan.
- Torgai meridional
- Aral oriental
- Sir Darià
- Txu-Sarissú
- Teniz
- Alakol
- Balkhaix
- Zaissan
- Ili

4. La conca de la Sibèria occidental ocupa la regió septentrional i nord-oriental del Kazakhstan, més enllà de les muntanyes Kokxetauskikh. La seva geologia és de tipus plataforma, amb un sòcol paleozoic cobert per sediments del Mesozoic.
- Kazakhstan septentrional
- Irtix

Les conques es troben a sis de les 15 províncies que conformen el Kazakhstan: Aktobé, Atirau, Kazakhstan Occidental, Kharagandí, Khizilordà i Manguistau.